# Keramià
Keramia (grec: Κεραμιά) és un antic municipi de l'interior de l'illa grega de Creta, a la prefectura de Khanià, actualment integrat al municipi de Khanià.